# Maywood (Illinois)
Maywood város az Amerikai Egyesült Államokban, Illinois államban. A 2000. évi népszámlálás szerint a városnak 26 987 lakosa volt.

## Története
Maywood városát 1869-ben alapították.